# Sewulan
Sewulan is een bestuurslaag in het regentschap Madiun van de provincie Oost-Java, Indonesië. Sewulan telt 3689 inwoners (volkstelling 2010).